# HC La Chaux-de-Fonds
Der HC La Chaux-de-Fonds (Hockey Club La Chaux-de-Fonds oder HCC) ist ein Schweizer Eishockeyclub aus La Chaux-de-Fonds im Kanton Neuenburg. Die Herrenmannschaft spielt derzeit in der Swiss League, während die Frauenmannschaft am Spielbetrieb der drittklassigen LKC teilnimmt. Der Klub trägt seine Heimspiele in der Patinoire des Mélèzes in La Chaux-de-Fonds aus.

## Geschichte
Der Hockey Club La Chaux-de-Fonds wurde am 6. Februar 1919 gegründet, 1953 zog die Mannschaft in ihr aktuelles Heimstadion, das Patinoire des Mélèzes, um. Die erneute Meisterschaft der Nationalliga B 1965 bedeutete schließlich wie schon 1955 den Aufstieg in die erstklassige Nationalliga A. Seine erfolgreichste Zeit erlebte der Verein von 1968 bis 1973, als die Mannschaft sechsmal hintereinander die Schweizer Eishockey-Meisterschaft gewinnen konnte. Damit gehört der HCC noch heute zu den erfolgreichsten Eishockeyclubs der Schweiz. 1980 musste die Mannschaft jedoch in die Nationalliga B absteigen.
Erst 1987 qualifizierte sich der HC La Chaux-de-Fonds wieder für die zweitklassige Nationalliga B, in der er drei Jahre lang spielte. Nach vier weiteren Spielzeiten in der drittklassigen 1. Liga stieg die Mannschaft schließlich 1994 wieder in die Nationalliga B auf. Dort feierte der HCC 1996 den Aufstieg und kehrte damit in die Nationalliga A zurück. Ein elfter Platz bedeutete zwei Jahre später wieder den Abstieg, nach zwei weiteren Jahren in der NLB folgte in der Saison 2000/01 ein weiteres Jahr in der höchsten Schweizer Liga. Seit dem abermaligen Abstieg spielt der Hockey Club La Chaux-de-Fonds wieder in der Nationalliga B.

Ehemaliges Logo des HCC

Die Frauenmannschaft des HCC qualifizierte sich 1991 erstmals für die zwei Jahre zuvor gegründete erstklassige LKA, nachdem La Vannerie Fribourg auf ihren Startplatz verzichtet hatte. Nach nur einer Spielzeit musste die Mannschaft nach einem sechsten und damit letzten Platz wieder in die LKB absteigen und wurde durch den DHC Langenthal ersetzt. Heute spielen die Frauen in der drittklassigen LKC.
In der Saison 2017/18 schied die Mannschaft im Viertelfinale gegen den HC Ajoie mit 1:4-Siegen aus. Nach dem Ende der Spielzeit 2018/19, in der man Vizemeister (mit 0:4-Siegen in der Final-Serie gegen den SC Langenthal) der Swiss League wurde, kam es zur Trennung zwischen dem Verein und Cheftrainer Serge Pelletier. Nachfolger wurde der Schwede Mikael Kvarnström.
In der Saison 2022/23 dominierte der HC La Chaux-de-Fonds gemeinsam mit dem EHC Olten die Qualifikation und setzte sich als bestplatziertes Team im Viertelfinal bzw. Halbfinal gegen den HC Sierre und HC Thurgau mit jeweils 4:1-Siegen durch. Im Playoff-Final wurde der EHC Olten gesweept, wobei zwei der vier Partien erst in der Verlängerung entschieden wurden. Als Swiss-League-Meister traf der HC La Chaux-de-Fonds anschliessend auf den Verlierer der National-League-Playouts, den HC Ajoie. Trotz zwei Siegen zu Beginn der Serie für den HC La Chaux-de-Fonds setzten sich letztlich die Jurassier mit 4:2 durch und sicherten sich einen Platz in der National-League-Saison 2023/24. Beide Teams verblieben somit in ihren jeweiligen Ligen.

### Platzierungen seit 1954
| Saison  | Liga           | Platzierung |
| ------- | -------------- | ----------- |
| 1953/54 | Nationalliga B | 3. Platz    |
| 1954/55 | Nationalliga B | 1. Platz    |
| 1955/56 | Nationalliga A | 3. Platz    |
| 1956/57 | Nationalliga A | 7. Platz    |
| 1957/58 | Nationalliga A | 8. Platz    |
| 1958/59 | Nationalliga B | 1. Platz    |
| 1959/60 | Nationalliga B | 3. Platz    |
| 1960/61 | Nationalliga B | 3. Platz    |
| 1961/62 | Nationalliga B | 5. Platz    |
| 1962/63 | Nationalliga B | 7. Platz    |
| 1963/64 | Nationalliga B | 5. Platz    |

| Saison  | Liga           | Platzierung |
| ------- | -------------- | ----------- |
| 1964/65 | Nationalliga B | 1. Platz    |
| 1965/66 | Nationalliga A | 8. Platz    |
| 1966/67 | Nationalliga A | 4. Platz    |
| 1967/68 | Nationalliga A | 1. Platz    |
| 1968/69 | Nationalliga A | 1. Platz    |
| 1969/70 | Nationalliga A | 1. Platz    |
| 1970/71 | Nationalliga A | 1. Platz    |
| 1971/72 | Nationalliga A | 1. Platz    |
| 1972/73 | Nationalliga A | 1. Platz    |
| 1973/74 | Nationalliga A | 2. Platz    |
| 1974/75 | Nationalliga A | 2. Platz    |

| Saison  | Liga           | Platzierung |
| ------- | -------------- | ----------- |
| 1975/76 | Nationalliga A | 4. Platz    |
| 1976/77 | Nationalliga A | 6. Platz    |
| 1977/78 | Nationalliga A | 6. Platz    |
| 1978/79 | Nationalliga A | 7. Platz    |
| 1979/80 | Nationalliga A | 8. Platz    |
| 1980/81 | Nationalliga B | 4. Platz    |
| 1981/82 | Nationalliga B | 11. Platz   |
| 1982/83 | Nationalliga B | 9. Platz    |
| 1983/84 | Nationalliga B | 14. Platz   |
| 1984/85 | 1. Liga        | 8. Platz    |

### Platzierungen seit 1985 (Einführung der Playoffs)
| Saison    | Liga           | Qualifikation | Playoffs/Playouts |
| --------- | -------------- | ------------- | ----------------- |
| 1985/86   | 1. Liga        | 1. Platz      | Aufstieg          |
| 1986/87   | Nationalliga B | 8. Platz      | -                 |
| 1987/88   | Nationalliga B | 8. Platz      | -                 |
| 1988/89   | Nationalliga B | 9. Platz      | Abstieg           |
| 1989/90   | 1. Liga        | 3. Platz      | -                 |
| 1990/91   | 1. Liga        | 2. Platz      | -                 |
| 1991/92   | 1. Liga        | 3. Platz      | -                 |
| 1992/93   | 1. Liga        | 1. Platz      | Aufstieg          |
| 1993/94   | Nationalliga B | 7. Platz      | Viertelfinal      |
| 1994/95   | Nationalliga B | 4. Platz      | Viertelfinal      |
| 1995/96   | Nationalliga B | 2. Platz      | Aufstieg          |
| 1996/97   | Nationalliga A | 10. Platz     | -                 |
| 1997/98   | Nationalliga A | 11. Platz     | Abstieg           |
| 1998/99   | Nationalliga B | 2. Platz      | Final             |
| 1999/2000 | Nationalliga B | 2. Platz      | Final, Aufstieg   |
| 2000/01   | Nationalliga A | 12. Platz     | Abstieg           |
| 2001/02   | Nationalliga B | 2. Platz      | Halbfinal         |
| 2002/03   | Nationalliga B | 9. Platz      | -                 |
| 2003/04   | Nationalliga B | 10. Platz     | -                 |

| Saison  | Liga              | Qualifikation | Playoffs/Playouts |
| ------- | ----------------- | ------------- | ----------------- |
| 2004/05 | Nationalliga B    | 8. Platz      | Viertelfinal      |
| 2005/06 | Nationalliga B    | 9. Platz      | -                 |
| 2006/07 | Nationalliga B    | 4. Platz      | Viertelfinal      |
| 2007/08 | National League B | 2. Platz      | Final             |
| 2008/09 | National League B | 3. Platz      | Final             |
| 2009/10 | National League B | 6. Platz      | Viertelfinal      |
| 2010/11 | National League B | 1. Platz      | Halbfinal         |
| 2011/12 | National League B | 3. Platz      | Halbfinal         |
| 2012/13 | National League B | 6. Platz      | Viertelfinal      |
| 2013/14 | National League B | 8. Platz      | Halbfinal         |
| 2014/15 | National League B | 3. Platz      | Viertelfinal      |
| 2015/16 | National League B | 4. Platz      | Viertelfinal      |
| 2016/17 | National League B | 2. Platz      | Halbfinal         |
| 2017/18 | Swiss League      | 4. Platz      | Viertelfinal      |
| 2018/19 | Swiss League      | 1. Platz      | Final             |
| 2019/20 | Swiss League      | 7. Platz      | Viertelfinal      |
| 2020/21 | Swiss League      | 8. Platz      | Viertelfinal      |
| 2021/22 | Swiss League      | 3. Platz      | Halbfinal         |
| 2022/23 | Swiss League      | 1. Platz      | SL-Meister        |
| 2023/24 | Swiss League      | 1. Platz      | SL-Meister        |
| 2024/25 | Sky Swiss League  | 2. Platz      | Viertelfinal      |

### Gesperrte Trikotnummern
- #2 René Huguenin
- #10 Michel Turler
- #14 Guy Dubois
- #17 Gaston Pelletier

## Trainer
- 1999–2000 Jaroslav Jagr
- 2000–Feb. 2001 Dan Hobér
- 2001–2003 Mike Lussier
- 2003–2005 Pierre-Yves Eisenring
- 2005–2013 Gary Sheehan
- 2013–Jan. 2014 Kevin Primeau
- Jan.–April 2014 Bernard Bauer
- 2014–Nov. 2017 Alex Reinhard
- Nov. 2017–2019 Serge Pelletier
- 2019 Mikael Kvarnström
- 2019–2020 Loïc Burkhalter
- 2020–2022 Thierry Paterlini
- seit 2022 Louis Matte

## Spielstätte
Ihre Heimspiele tragen die Mannschaften des Vereins im 1953 errichteten Patinoire des Mélèzes (auch Les Mélèzes) im Südwesten der Stadt aus. Das Stadion bietet insgesamt 5.600 Zuschauern Platz, davon 1.200 auf Sitzplätzen. Außerdem ist die Arena Heimstadion des Amateurvereins HC Star.